# Pilar González Serrano
Pilar González Serrano (Madrid, 19 de mayo de 1935) es una arqueóloga española, especialista en iconografía clásica.

## Biografía
Nació en Madrid, el 19 de mayo de 1935. Obtuvo el doctorado en Historia en la Facultad de Filosofía y Letras de la Universidad Complutense de Madrid (UCM) en 1965, con la tesis doctoral Tipología de las ánforas romanas en la Península Ibérica. Ha ejercido como docente de la Universidad Complutense de Madrid, tanto en la Facultad de Geografía e Historia como en la de Filosofía, desde 1958 hasta su jubilación en 2005.

## Trayectoria
Comenzó su carrera en el Instituto de Arqueología Rodrigo Caro, que daría lugar al Departamento de Prehistoria y Arqueología del Centro de Estudios Históricos del Consejo Superior de Investigaciones Científicas (CSIC), como discípula de Antonio García y Bellido, y continuó colaborando en la universidad hasta la muerte de éste en 1972. Posteriormente, trabajó con Antonio Blanco Freijeiro y con José María Luzón Nogué.
Ha presentado sus trabajos en múltiples congresos científicos y realizado trabajos de campo en distintos yacimientos, siendo una de las coordinadoras en las excavaciones arqueológicas de Tell Hatzor, en Israel, dirigida por Amnon Ben-Tor de la Universidad Hebrea de Jerusalén.
Asimismo, ha sido autora de libros y artículos sobre arqueología e iconografía clásicas y sobre el Antiguo Egipto, e impartido seminarios sobre Oriente Próximo y Egipto, metodología arqueológica, y arqueología de la península ibérica, de Grecia y de Roma, entre otros temas relacionados. En concreto, ha sido principalmente conocida por sus estudios sobre iconografía clásica, de donde han surgido sus colaboraciones con las obras de la editorial Espasa-Calpe: Historia Universal del Arte e Historia Universal de la Pintura, y con la editorial Planeta, en el tomo Arquitectura Prerromana y Romana en España de La Historia de la Arquitectura Española (1985), así como por la publicación del libro Mitología e Iconografía en la Pintura del Museo del Prado, publicado en 2009.
González fundó en 1992 el Seminario de Iconografía Clásica en la Facultad de Geografía e Historia de la Universidad Complutense que sigue celebrándose durante el curso 2020-21, consiguiendo que esta materia, la iconografía como base metodológica, alcanzara la categoría de asignatura o disciplina con entidad propia. En torno a este seminario se reunieron estudiosas de la arqueología e iconografía clásicas como Pilar Fernández Uriel o Isabel Rodríguez López.
Para el público en general, su labor más conocida ha sido la divulgación de la historia de La Cibeles como emblema de Madrid, a la que dedicó parte de su labor de investigación y que le llevó a publicar La Cibeles, nuestra Señora de Madrid en la editorial Castalia, tras obtener el Premio Antonio Maura a la Investigación Científica del Ayuntamiento de Madrid en 1987.

## Obra
- 1990 – La Cibeles, nuestra señora de Madrid. Ayuntamiento de Madrid. ISBN 84-7812-081-5.[16]
- 2009 – Mitología e iconografía en la pintura del Museo del Prado. Evohe. ISBN 978-84-936908-7-8.[17]

## Reconocimientos
González obtuvo en 1962 el Primer premio del Círculo de Escritores y Poetas de Nueva York, con el artículo Nómadas del Siglo XX. También fue merecedora del Premio Antonio Maura a la Investigación Científica del Ayuntamiento de Madrid en 1987, bajo cuyo patrocinio publicó el libro La Cibeles, nuestra Señora de Madrid.